# 미시마 - 그의 인생
미시마 - 그의 인생(Mishima: A Life In Four Chapters)은 일본에서 제작된 폴 슈레이더 감독의 1985년 드라마 영화이다. 오가타 켄 등이 주연으로 출연하였고 톰 루디 등이 제작에 참여하였다.

## 출연

### 주연
- 오가타 켄
- 시오노야 마사유키
- 미카미 히로시

### 조연
- 오리모토 준키치
- 오타니 나오코
- 리쥬 고

## 제작진
- 미술: 이시오카 에이코
- 의상: 이시오카 에이코